# Kerékpározás az 1936. évi nyári olimpiai játékokon
Az 1936. évi nyári olimpiai játékokon a kerékpározás versenyek hat számból álltak.

## Éremtáblázat
A rendező ország csapata eltérő háttérszínnel, az egyes számoszlopok legmagasabb értéke, vagy értékei vastagítással kiemelve.
| Az 1936. évi nyári olimpiai játékok éremtáblázata kerékpározásban | Az 1936. évi nyári olimpiai játékok éremtáblázata kerékpározásban | Az 1936. évi nyári olimpiai játékok éremtáblázata kerékpározásban | Az 1936. évi nyári olimpiai játékok éremtáblázata kerékpározásban | Az 1936. évi nyári olimpiai játékok éremtáblázata kerékpározásban | Olimpia  |
| ----------------------------------------------------------------- | ----------------------------------------------------------------- | ----------------------------------------------------------------- | ----------------------------------------------------------------- | ----------------------------------------------------------------- | -------- |
|                                                                   | Ország                                                            | Arany                                                             | Ezüst                                                             | Bronz                                                             | Összesen |
| 1.                                                                | Franciaország (FRA)                                               | 3                                                                 | 2                                                                 | 2                                                                 | 7        |
| 2.                                                                | Németország (GER)                                                 | 2                                                                 | 0                                                                 | 1                                                                 | 3        |
| 3.                                                                | Hollandia (NED)                                                   | 1                                                                 | 2                                                                 | 0                                                                 | 3        |
|                                                                   |                                                                   |                                                                   |                                                                   |                                                                   |          |
| 4.                                                                | Svájc (SUI)                                                       | 0                                                                 | 1                                                                 | 1                                                                 | 2        |
| 5.                                                                | Olaszország (ITA)                                                 | 0                                                                 | 1                                                                 | 0                                                                 | 1        |
|                                                                   |                                                                   |                                                                   |                                                                   |                                                                   |          |
| 6.                                                                | Belgium (BEL)                                                     | 0                                                                 | 0                                                                 | 1                                                                 | 1        |
| 6.                                                                | Nagy-Britannia (GBR)                                              | 0                                                                 | 0                                                                 | 1                                                                 | 1        |
|                                                                   |                                                                   |                                                                   |                                                                   |                                                                   |          |
| Összesen                                                          | Összesen                                                          | 6                                                                 | 6                                                                 | 6                                                                 | 18       |

## Érmesek

### Országúti számok
| Az 1936. évi nyári olimpiai játékok érmesei országúti kerékpározásban |                                                                           |                                                              |                                                                           |
| Versenyszám                                                           | Arany                                                                     | Ezüst                                                        | Bronz                                                                     |
| Férfi országúti mezőnyverseny (100 km)                                | Robert Carpentier · Franciaország (FRA) · 2:33:05.0                       | Guy Lapébie · Franciaország (FRA) · 2:33:05.2                | Ernst Nievergelt · Svájc (SUI) · 2:33:05.8                                |
| Országúti csapatverseny                                               | Franciaország (FRA) · Robert Charpentier · Robert Dorgebray · Guy Lapébie | Svájc (SUI) · Edgar Buchwalder · Ernst Nievergelt · Kurt Ott | Belgium (BEL) · Auguste Garrebeek · Armand Putzeys · François Vandermotte |

### Pályakerékpár
| Az 1936. évi nyári olimpiai játékok érmesei pálya-kerékpározásban | |                                                                                                |                                                                                           |
| Versenyszám                                                       | Arany                                                                                                 | Ezüst                                                                                          | Bronz                                                                                     |
| Repülőverseny (2000 m)                                            | Toni Merkens · Németország (GER) · 11.8                                                               | Ariel van Vliet · Hollandia (NED)                                                              | Louis Chaillot · Franciaország (FRA)                                                      |
| 1000 m időfutam                                                   | Arie van Vliet · Hollandia (NED) · 1:12.0                                                             | Pierre Georget · Franciaország (FRA) · 1:12.8                                                  | Rudolf Karsch · Németország (GER) · 1:13.2                                                |
| Kétüléses (tandem)                                                | Németország (GER) · Ernst Ihbe · Carl Lorenz                                                          | Hollandia (NED) · Bernhard Leene · Hendrik Ooms                                                | Franciaország (FRA) · Pierre Georget · Georges Maton                                      |
| Férfi 4000 méter csapat üldözőverseny                             | Franciaország (FRA) · Roger-Jean Le Nizerhy · Robert Charpentier · Jean Goujon · Guy Lapébie · 4:45.0 | Olaszország (ITA) · Severino Rigoni · Bianco Bianchi · Mario Gentili · Armando Latini · 4:51.0 | Nagy-Britannia (GBR) · Ernest Mills · Harry Hill · Ernest Johnson · Charles King · 4:53.6 |